# Lagenoderus
Lagenoderus là một chi bọ cánh cứng trong họ Attelabidae nổi tiếng do có tính lưỡng tính.

## Các loài
Các loài trong chi này sống ở Madagascar.
- Lagenoderus brevicollis Fairm., 1897
- Lagenoderus coniferus Fairm., 1902
- Lagenoderus dentipennis
- Lagenoderus fairmairei Hustache, 1922
- Lagenoderus ferrumequinum Hustache, 1924
- Lagenoderus gnomoides White, 1841
- Lagenoderus problematicus